# 溴乙酸乙酯
溴乙酸乙酯是一种有机化合物，化学式为CH2BrCO2C2H5。它可由乙酸为原料合成。它是一种催泪剂，具有果味和刺激性气味。它是毒性很高的烷基化试剂。吸入、吞咽或与皮肤接触可能致命。

## 合成
乙酸和溴在红磷的存在下进行溴代反应，制得溴乙酸。溴乙酸和乙醇进行酯化反应，得到溴乙酸乙酯。

## 拓展链接
- Environmental Health & Safety dept, Northeastern University